# John Crosby (direttore d'orchestra)
John O'Hea Crosby (Bronxville, 12 luglio 1926 – Rancho Mirage, 15 dicembre 2002) è stato un musicista, direttore d'orchestra e direttore artistico statunitense.
Era più noto come direttore generale fondatore della Santa Fe Opera, una compagnia che ha gestito per 43 anni.

## Primi anni
Un attacco di asma interruppe i primi studi di Crosby nel Connecticut; questo gli fece frequentare la Los Alamos Ranch School del Nuovo Messico per un anno. Fu il primo contatto di Crosby con l'Occidente e, in particolare, con la zona di Santa Fe. Dopo la laurea presso l'Hotchkiss School, Crosby servì nell'esercito degli Stati Uniti per due anni tra il 1944 e il 1946, trascorrendo il tempo in Europa e in parte con la banda del 18º reggimento, suonando pianoforte, violino, trombone e contrabbasso.
Presto cominciò a frequentare Yale come studente; fu qui che iniziò a prendere in esame le possibili professioni future, tra cui l'avvocato e diventare un pilota di linea. Ma a Yale studiò composizione con Paul Hindemith e creò arrangiamenti musicali per produzioni musicali. Si laureò con una laurea in musica nel 1950.

## L'interesse di Crosby per l'opera
Avendo deciso che la musica sarebbe stata la sua vita, Crosby trascorse alcuni mesi come assistente arrangiatore per i musical di Broadway prima di tornare agli studi universitari alla Columbia University tra il 1951 e il 1955. Nel corso di questi anni, divenne un amante dell'opera, frequentando regolarmente il Met e lavorando come assistente accompagnatore al pianoforte per il Dr. Leopold Sachse, l'ex direttore artistico della Hamburg State Opera, e docente di corsi d'opera alla Columbia.
Nel 1951, durante un periodo di frequenza regolare al Met stando in piedi, Crosby vide la produzione di Alfred Lunt di Così fan tutte, che lo influenzò notevolmente nello sviluppo di un progetto per la futura Santa Fe Opera.

## La Fondazione di The Santa Fe Opera prima del 1957

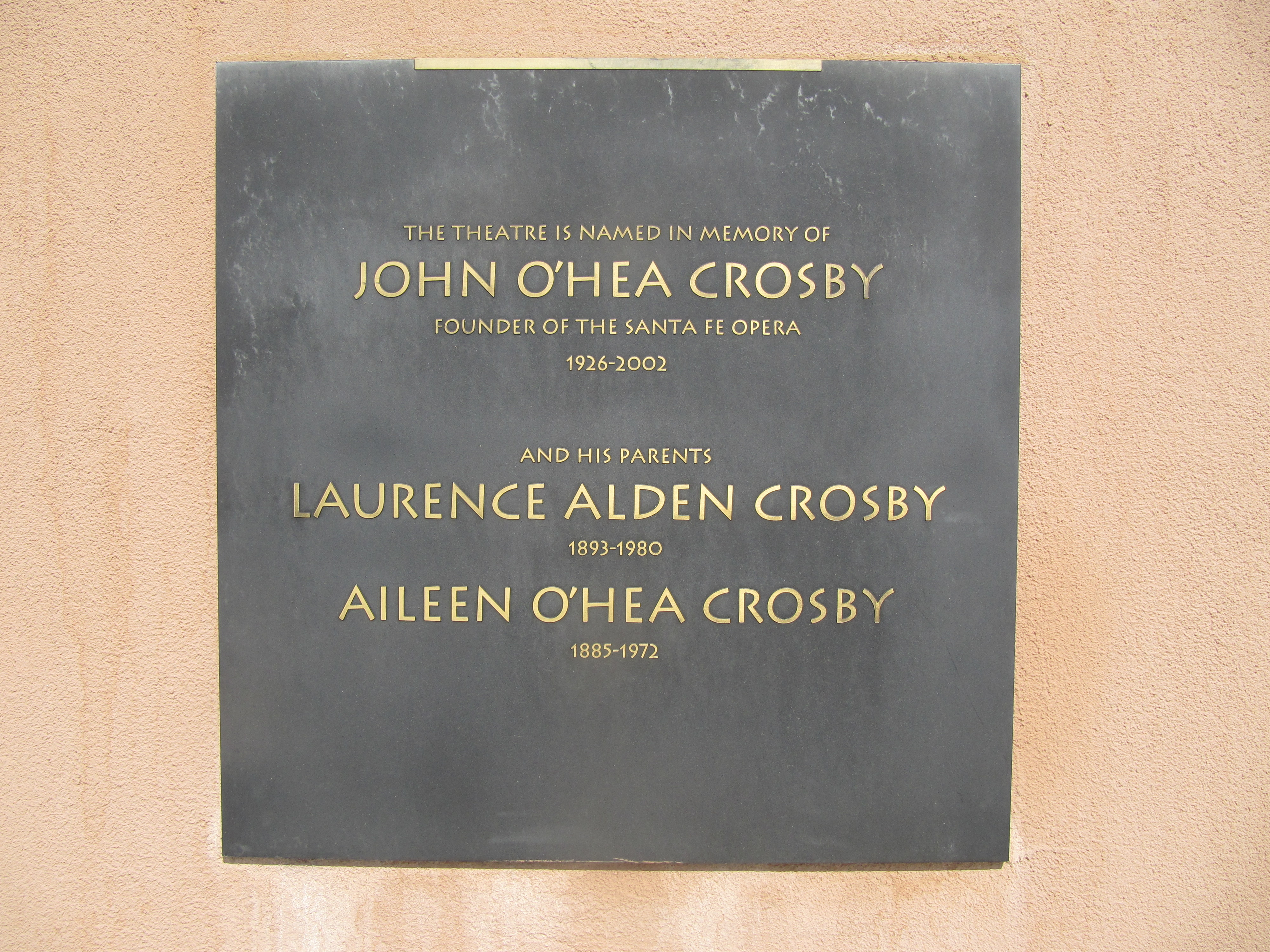
La targa esterna al Teatro Crosby commemora il contributo del direttore generale e fondatore, John Crosby e dei suoi genitori Lawrence e Aileen

Durante i tre anni che precedettero la prima stagione di Santa Fe nel 1957, Crosby fece piani meticolosi per la sua realizzazione, aiutato e incoraggiato dal Dr. Sachse. Alla domanda in un'intervista del 1991 sul motivo per cui avesse fondato la compagnia, Crosby rispose: "Per colpa di Rudolf Bing" e proseguì spiegando che le produzioni importanti di Bing al Met nel 1950 lo avevano indotto a considerare l'opera "come una forma d'arte seria".
A quel tempo i genitori di Crosby avevano comprato una seconda casa su un terreno situato a circa tre miglia (5 km) a nord di Santa Fe. Vicino a questa posizione, divenne disponibile il San Juan Ranch, un ranch di 199 acri (80,53 ha) e, sponsorizzato da suo padre con un prestito di $200 000 per la neonata società, (di cui $115 000 avrebbero costruito il teatro e il saldo sarebbe servito per acquistare terreno), l'acquisto fu concluso.
Da questa ubicazione Crosby e Sachse (che sarebbe stato il direttore artistico) selezionarono con cura il punto esatto del teatro all'aperto, che fu progettato per ospitare 480 spettatori e per essere "l'unico teatro all'aperto in America progettato esclusivamente per l'opera". Inoltre, Crosby calcolò che avrebbero dovuto raccogliere circa $ 60 000, per supportare le operazioni della prima estate; alla fine furono messi insieme solo $ 50 000, ma $ 40 000 servirono solo per il box office, considerando un afflusso di circa 12 850 spettatori.
Molte cose caratterizzano l'approccio di Crosby alla presentazione dell'opera a Santa Fe: tutte le opere dovevano essere cantate in inglese, per renderle più accessibili possibile; messa in scena, costumi e luci furono messi in primo piano, come fu per la recitazione. I 13 cantanti che erano impegnati erano per lo più giovani (tutti tra i 21 e poco più di trent'anni); ma l'innovazione più rivoluzionaria nel mondo della lirica in America nel 1950 fu la creazione del sistema di apprendistato, per cui la società assumeva un gruppo di giovani cantanti per essere utilizzati come membri del coro, come sostituti per i ruoli principali, e come cantanti in seconda battuta per i ruoli principali. Come fece notare Crosby:
L'attuale Programma di Apprendistato per Cantanti e Tecnici (I tecnici furono aggiunti nel 1965) prosegue alla Santa Fe Opera ancora oggi. Ogni anno (come con la stagione 2013), 1 000 i candidati cantanti gareggiano per 43 posizioni e, dei 900 candidati tecnici, 90 sono stati scelti come apprendisti. Alcuni apprendisti sono invitati a tornare per una seconda stagione.

### La prima stagione, 1957
Il programma per la prima stagione fu caratteristico della maggior parte delle stagioni che Crosby programmò successivamente. Fu una stagione avventurosa, composta da cinque opere di repertorio a rotazione. C'erano due abbastanza popolari, Madama Butterfly (presentata il 3 luglio 1957 la sera dell'apertura) e Il barbiere di Siviglia; una prima mondiale, in questa occasione La Torre di Marvin David Levy (accoppiato con La serva padrona di Pergolesi); un'opera di Richard Strauss, Ariadne auf Naxos (molte altre - tra cui molte anteprime americane - dovevano seguire nelle stagioni successive per l'amore di Crosby dei lavori di questo compositore); e, infine, un grande colpo per Crosby e la compagnia, La carriera di un libertino di Igor Stravinsky con il compositore presente per due settimane nel mese di luglio. Esistono le fotografie del compositore che frequenta le prove.
I primi sei spettacoli andarono "tutto esauriti" e, nonostante alcune cancellazioni dovute alla pioggia, durante quella che si rivelò essere una delle estati più piovose di Santa Fe, la stagione fu un successo indiscutibile, attirando l'attenzione nazionale e internazionale.

## Realizzazioni dal 1957 al 2000

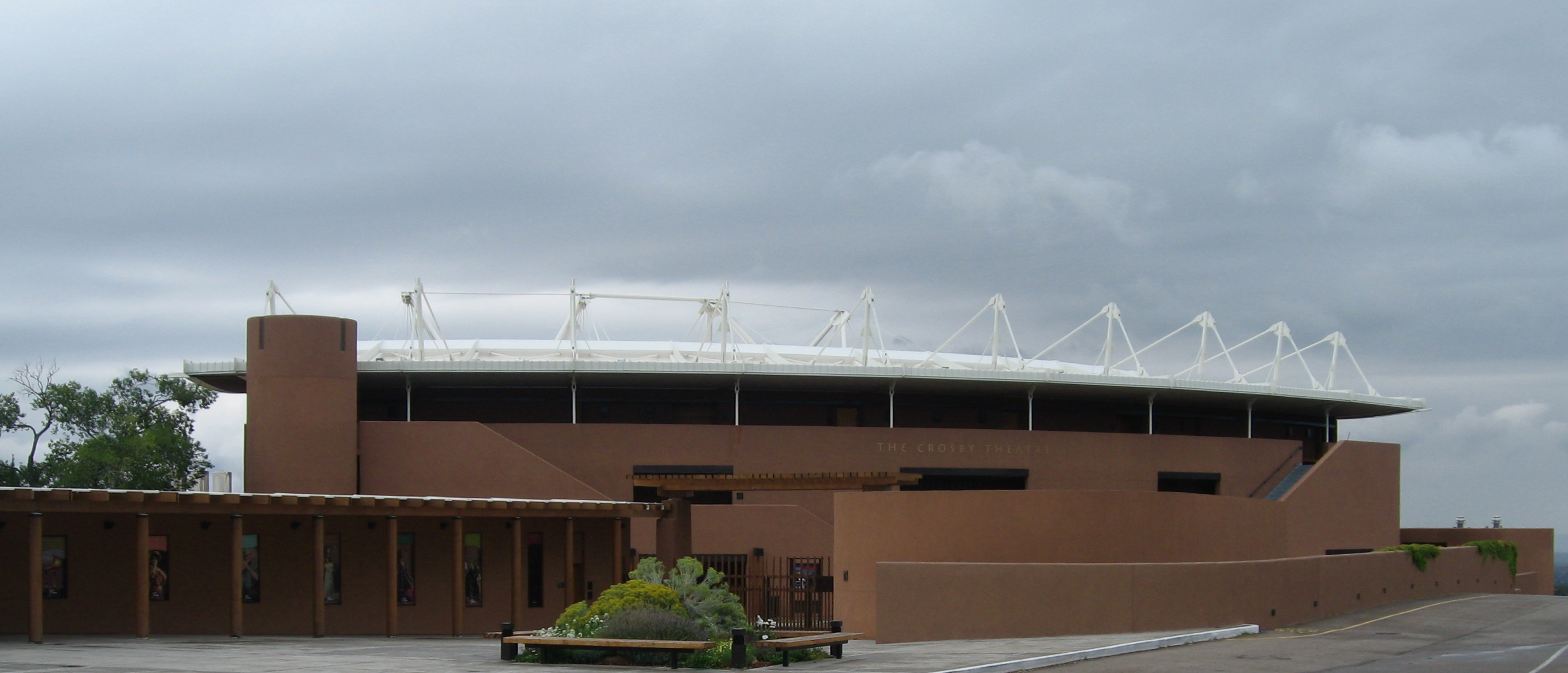
Il Teatro Crosby, terzo teatro sul sito della Santa Fe Opera, che aprì nel 1998

Il mandato di Crosby come direttore generale fu il più lungo di qualsiasi direttore della società d'opera negli Stati Uniti. Inoltre, tra il 1957 e il 2005, la compagnia mise in scena 135 opere, 11 delle quali furono anteprime mondiali e 41 anteprime americane. Tra le opere commissionate, che Crosby presentò come prime mondiali ci sono di Wuthering Heights di Carlisle Floyd durante la seconda stagione nel 1958 ed Emmeline di Tobias Picker nel 1996, mentre prime americane illustri comprendono sei opere di Richard Strauss (a cominciare da Capriccio, anche una parte della seconda stagione del 1958) e sei opere di Hans Werner Henze tra il 1965 e il 2000.
Igor Stravinsky tornò a Santa Fe ogni estate fino al 1963 e nel frattempo diede "un ineguagliabile pulpito musicale" con spettacoli di sei opere che vanno da Oedipus Rex (1960) a Le rossignol (1962 e 1963).
Sotto Il mandato di Crosby, diversi cantanti illustri fecero apparizioni significative alla Santa Fe Opera. Nel caso di due cantanti, Kiri Te Kanawa (nel 1971 in Countess, prima di iniziare la sua carriera internazionale nello stesso anno in Inghilterra) e Bryn Terfel (nel 1991), questi erano debutti negli USA. Alcuni cantanti, come Samuel Ramey, che era un ex apprendista, tornarono nella Carmen del 1975; altri cantanti americani come Jerry Hadley, Dawn Upshaw, Patricia Racette, Susan Graham e James Morris (un altro apprendista), apparvero all'inizio della loro carriera e diversi di loro ritornano regolarmente.
L'ultima apparizione di Crosby sul podio, quando era anche direttore generale, fu il 24 agosto del 2000, dirigendo l'ultima replica dell'Elektra di Strauss. Fu la sua 171ª volta che dirigeva un'opera di Strauss e circa la sua 567° come direttore della compagnia d'opera. Al momento del pensionamento, a Crosby succedette Richard Gaddes, che era stato connesso alla compagnia sin dalla fine del 1960, inizialmente come amministratore artistico.

## Ritiro e riconoscimenti
Crosby si ritirò a Palm Springs, California, ma continuò a essere interessato al l'azienda opera, dirigendo La traviata durante la stagione 2002.
Nel corso della sua carriera, il coinvolgimento di Crosby nel mondo della lirica comprese la presidenza della Manhattan School of Music per un decennio dal 1976, e una presidenza di quattro anni dell'organizzazione dell'opera, Opera America, dal 1976.
Oltre a cinque lauree ad honorem, Crosby ha ricevuto la National Medal of Arts nel 1991 e, nel 1992, la Ordine al Merito Tedesco per i servizi alla musica tedesca.
Crosby è morto in California il 15 dicembre 2002 ed è stato sepolto nel cimitero nazionale di Santa Fe.